# Neotoma fuscipes
Neotoma fuscipes är en däggdjursart som beskrevs av Baird 1858. Neotoma fuscipes ingår i släktet egentliga skogsråttor och familjen hamsterartade gnagare. IUCN kategoriserar arten globalt som livskraftig.

## Utseende
Arten når en absolut längd av 33,5 till 47 cm, inklusive en 16 till 22,7 cm lång svans (längden av alla svanskotor). Vikten ligger vanligen mellan 200 och 250 g och enstaka exemplar kan väga upp till 310 g. Bakfötterna är med en längd av 3,4 till 4,7 cm större än framtassarna och de har fem tår. Neotoma fuscipes har fyra fingrar vid händerna. Den mjuka pälsen är ljus gråbrun på ovansidan med rödorange skugga och populationer som lever nära kusten är mörkare. Undersidan är vitaktig. Gnagaren avviker från andra släktmedlemmar genom olika detaljer av tändernas konstruktion.

## Utbredning
Denna gnagare förekommer i västra USA i delstaterna Oregon och Kalifornien. Habitatet utgörs av olika slags skogar med tät undervegetation. Det kan vara blandskogar, barrskogar, buskskogar (chaparral) eller lövskogar.

## Ekologi
Individerna bygger på marken bon av grenar, kvistar och annan bråte. Boet används vanligen av flera generationer. Utanför parningstiden har hanar egna bon. Ofta ligger flera bon nära varandra vad som liknar en koloni. Neotoma fuscipes äter olika växtdelar som frön, frukter, nötter, gröna växtdelar, floem och svampar. Den är främst nattaktiv.
Mellan februari och maj föder honan en kull med en till fyra ungar efter 30 till 37 dagar dräktighet. Ungarna diar sin mor cirka tre veckor. Arten har flera naturliga fiender som hökfåglar, ugglor, rödlo, prärievarg eller vesslor. Honan parar sig bara med en hane under ett år. Ungarna har vid födelsen bara morrhår och är annars naken och blinda. De väger 12,5 till 14 g och har en klaff mellan framtänderna för att dia. Ögonen öppnas efter 11 till 17 dagar och ungefär samtidig växer pälsen.

## Underarter
Arten delas in i följande underarter:
- N. f. riparia
- N. f. fuscipes

Wilson & Reeder (2005) listar inga underarter.

## Bildgalleri

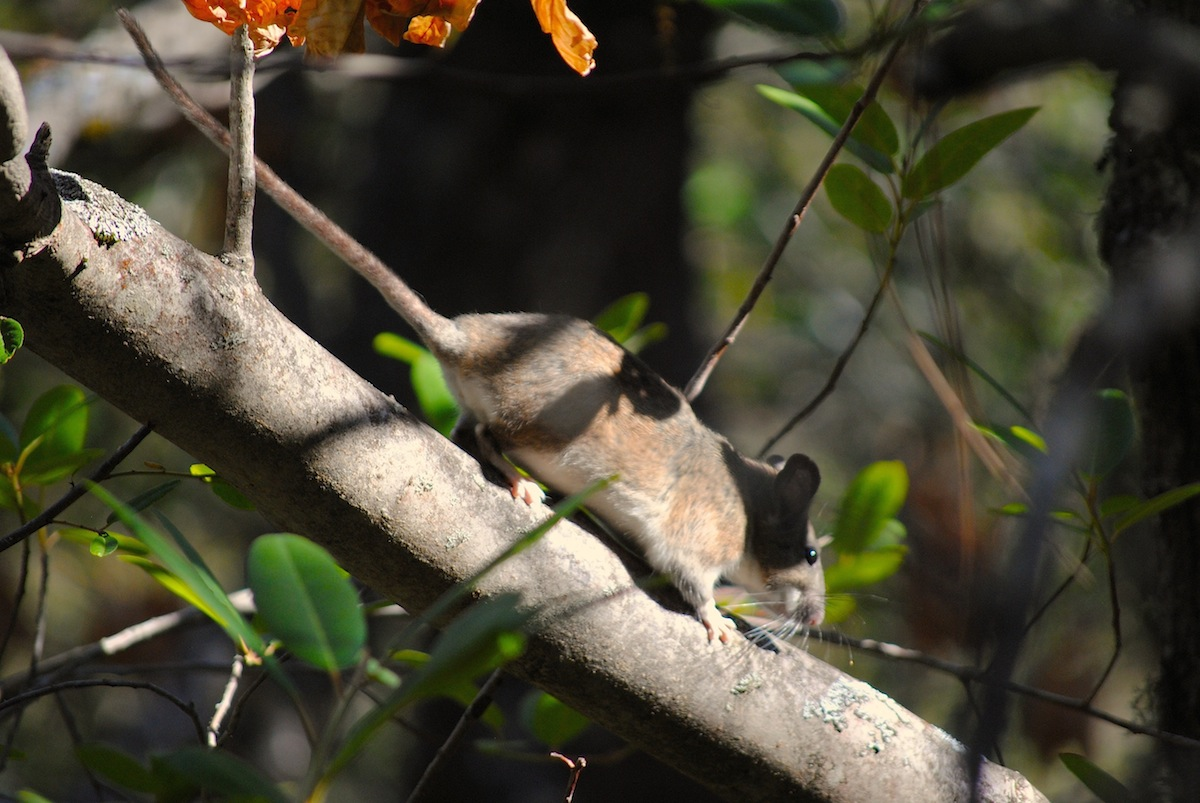
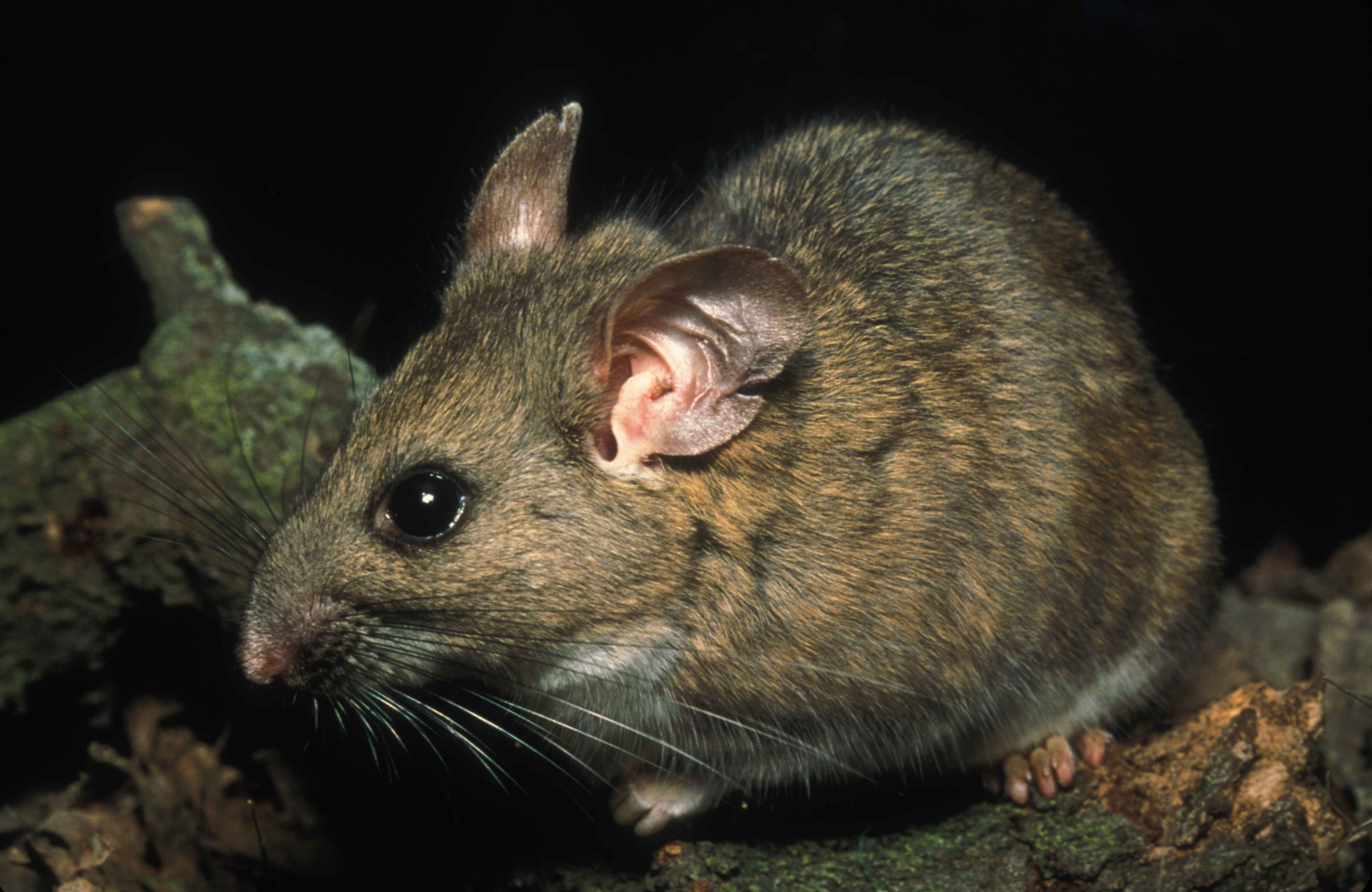